# 路易-约瑟夫·帕皮诺

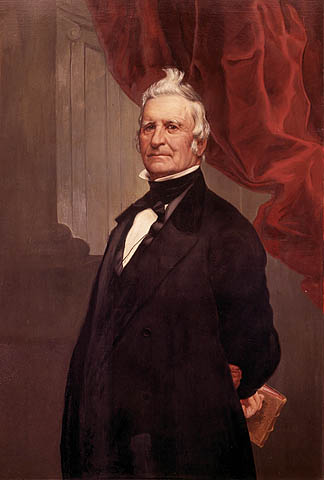
路易-约瑟夫·帕皮诺

路易-约瑟夫·帕皮诺（法語：Louis-Joseph Papineau，發音：[lwi ʒozɛf papino]；1789年10月7日—1871年9月25日），生于加拿大魁北克，是政治家、律师、小民族领地（seigneurie de la Petite-Nation）领主，加拿大叛乱领袖。